# New Florence (Pennsylvanie)
New Florence est un borough situé au nord-est du comté de Westmoreland, en Pennsylvanie, aux États-Unis,. En 2010, il comptait une population de 689 habitants, estimée au 1er juillet 2020 à 642 habitants. Le borough est incorporé le 27 mai 1865.

## Démographie
Lors du recensement de 2010, le borough comptait une population de 689 habitants. Elle est estimée, en 2020, à 642 habitants.